# Keude Blang Jruen
Keude Blang Jruen is een bestuurslaag in het regentschap Aceh Utara van de provincie Atjeh, Indonesië. Keude Blang Jruen telt 220 inwoners (volkstelling 2010).